# Fish Out of Water (альбом Чарльза Ллойда)
Fish Out of Water (с англ. — «...как рыба, вытащенная на берег; белая ворона; не в своей тарелке») — студийный альбом американского джазового саксофониста Чарльза Ллойда, записанный в июле 1989 года и выпущенный на ECM Records в 1990 году. В состав квартета вошла ритм-секция Бобо Стенсон (фортепиано), Палле Даниэльссон (контрабас) и Йон Кристенсен (барабаны).

## История
Fish out of Water стал первым в череде записей Чарльза Ллойда, сделанных для ECM в 90-е годы и в следующем столетии. Этим альбомом завершился долгий период затворничества Ллойда, и он вновь стал одним из главных теноровых стилистов пост-колтрейновского периода. К нему и его новому партнеру по фортепиано Бобо Стенсону присоединились Палле Даниэльссон на контрабасе и Йон Кристенсен на барабанах — исполнители, которые составляли ритм-секцию знаменитого квартета Кита Джарретта European Quartet.

## Отзывы
| Оценки критиков                      | Оценки критиков |
| Источник                             | Оценка          |
| ------------------------------------ | --------------- |
| AllMusic                             | [ 2 ]           |
| Том Халл                             | B+ ()           |
| The Penguin Guide to Jazz Recordings | [ 4 ]           |

Альбом Fish Out of Water  получил положительные отзывы критиков.
В рецензии на AllMusic Дэвид Р. Адлер поставил ему 3 звезды, отметив: «Хотя некоторым диск может показаться слишком спокойным, есть что сказать о невозмутимой, непринужденной блюзовой игре Ллойда. Большая часть музыки, особенно „Haghia Sophia“ и „Tellaro“, в которых Ллойд играет на флейте (возможно, на альтовой флейте), отличается безмятежностью и призрачностью. Квартет набирает темп в свинговой „Eyes of Love“ и погружается в медленное горение в духе Колтрейна в „The Dirge“. Заглавная композиция содержит несколько параллельных мажорных седьмых, которые напоминают о „Forest Flower“, самой известной песне Ллойда».

## Список композиций
Автор всех композиций Чарльз Ллойд.
1. «Fish Out of Water» — 9:24
2. «Haghia Sophia» — 7:29
3. «The Dirge» — 10:14
4. «Bharati» — 8:28
5. «Eyes of Love» — 8:36
6. «Mirror» — 9:34
7. «Tellaro» — 4:02 Bonus track on CD reissue

## Персоналии
- Чарльз Ллойд — тенор-саксофон
- Бобо Стенсон (фортепиано)
- Палле Даниэльссон (контрабас)
- Йон Кристенсен (барабаны)